# 中村咲哉
中村 咲哉（なかむら さくや、1998年4月19日 - ）は、日本の俳優（元・子役）である。千葉県出身。かつてはアミューズに所属していた。
趣味・特技はギター、沖縄エイサー、バスケ。

## 出演

### テレビドラマ
- 土曜ワイド劇場 家賃ハンター真鍋倫子の事件簿（2006年5月20日、テレビ朝日） - 徳永水喜 役
- 水曜ミステリー9 指紋捜査官・塚原宇平の神業2（2006年10月18日、テレビ東京） - 君島幸太 役
- 踊る大捜査線シリーズ 弁護士 灰島秀樹（2006年10月28日、フジテレビ） - 芦川直道 役
- スパイ道 第二シリーズ「女スパイ編」　第6話（2006年12月7日、BS-i） - サク 役
- 瑠璃の島2007（2007年1月6日、日本テレビ） - 今井暁 役
- 相棒 シーズン5 第17話「女王の宮殿」（2007年2月14日、テレビ朝日） - 行長タケル 役
- 八州廻り桑山十兵衛〜捕物控ぶらり旅 第4話（2007年5月29日、テレビ朝日） - 多吉 役
- 探偵学園Q 第9話（2007年8月28日、日本テレビ） - キュウ（幼少） 役
- 朝の連続テレビ小説 瞳（2008年3月31日 - 9月27日、NHK） - 斉藤将太 役
- 内藤大助物語 〜いじめられっ子のチャンピオンベルト〜（2008年7月28日、TBS） - 中野健太 役
- 33分探偵 （2008年8月30日 - 2009年3月21日、フジテレビ） - 100万貸してと言った男の子 / 巧 役
- 東京少女日向千歩 第1・2話「東京怪盗少女（前後編）」（2009年1月3日・10日、BS-i） - 佐倉健太 役
- 未来は今（2009年6月14日、Wiiの間）
- 命のバトン〜最高の人生の終わり方（2009年6月24日・25日、BSジャパン）
- MW-ムウ- 第0章 〜悪魔のゲーム〜（2009年6月29日、日本テレビ） - 達彦 役
- 深夜食堂 第10話（第1部最終話）（2009年12月12日、毎日放送）- 健太 役
- 天装戦隊ゴセイジャー（2010年2月14日 - 2011年2月6日、テレビ朝日） - 天知望 役
- 天装戦隊ゴセイジャー スペシャルDVD ガッチャ☆ミラクル!総集編!!（2010年12月27日） - 天知望 役
- 怪物くん（2010年4月17日 - 6月12日、日本テレビ） - 高杉よし江の弟 役
- 月曜ゴールデン 駅弁刑事・神保徳之助4（2010年5月3日、TBS） - 三枝一樹 役
- 満福少女ドラゴネット 第2話（2010年7月10日、tvk）
- ダブルス〜二人の刑事 第7話（2013年5月30日、テレビ朝日） - 堂本信一郎 役

### 映画
- シムソンズ（2006年） - 大宮謙太郎 役
- ベルナのしっぽ（2006年） - 元永隆太 役
- 歌謡曲だよ、人生は（2007年）
- Little DJ〜小さな恋の物語（2007年12月） - コロ 役
- 死にぞこないの青（2008年8月） - 佐々木ノブ 役
- 天装戦隊ゴセイジャー エピックON THEムービー（2010年8月） - 天知望 役
- 天装戦隊ゴセイジャーVSシンケンジャー エピックon銀幕（2011年1月） - 天知望 役
- ゴーカイジャー ゴセイジャー スーパー戦隊199ヒーロー大決戦（2011年6月） - 天知望 役
- リュウセイ（2013年） - 少年時代の新谷晴彦 役

### CM
- 中古車アップル 未来のために編
- 第一生命 約束編
- 味の素アジパンダ夕食篇
- AEONGO!GO!新入学2006

### オリジナルビデオ
- 帰ってきた天装戦隊ゴセイジャー last epic（2011年、東映ビデオ） - 天知望 役
- 『THE3名様』スピンオフ 人生のピンチを救うパフェおやじの7つの名言 第2話（2008年） - トモヤ 役

### 舞台
- リチャード三世（2008年 - 2009年） - ヨーク公リチャード 役